# 讖緯假花介
讖緯假花介（学名：Pseudocythere chanwei）为深海花介科假花介屬下的一个种。